# قطعنامه ۹۸۱ شورای امنیت
قطعنامه ۹۸۱ شورای امنیت سازمان ملل متحد که در تاریخ ۳۱ مارس ۱۹۹۵ تصویب شد، سندی بین‌المللی دربارهٔ کرواسی است. این قطعنامه طی نشست ۳۵۱۲ام با ۱۵ رای موافق، ۰ مخالف و ۰ ممتنع تصویب شد.